# Petre Hârtopeanu
Petre Hârtopeanu (n. 15 iunie 1913, Botoșani, România – d. 22 martie 2001, Frankfurt am Main, Germania) a fost un pictor româno-german.

## Viața
Iașiul a reprezentat pentru Petre Hârtopeanu punctul central din viața sa. A studiat la Academia de Arte Frumoase (1937), avându-l ca profesor pe Nicolae Tonitza. Mai târziu, a fost profesor și decan la Academia de Arte Frumoase, iar în anul 1970 a emigrat în Germania, stabilindu-se la Frankfurt am Main. A fost căsătorit cu medicul Frida Klamer și a avut două fiice.

## Opera
Din 1975 a fost membru al Bund für Freie und Angewandte Kunst E.V. din Darmstadt, ocupând un loc ferm în viața artistică din Darmstadt.
Tablourile sale sunt expresie a unei căutări intense a expresiei ideale a unei anumite compoziții. Pictura peisajelor naturale și culturale era ușoară și aerisită, determinată de jocul luminii asupra naturii.

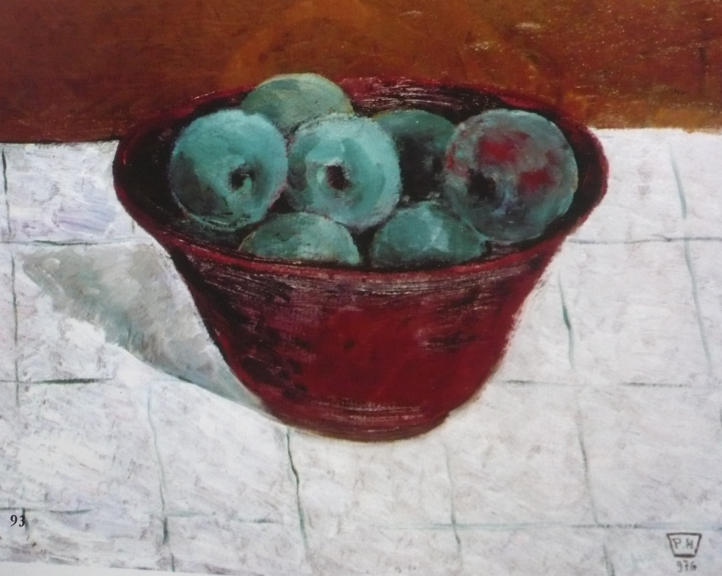
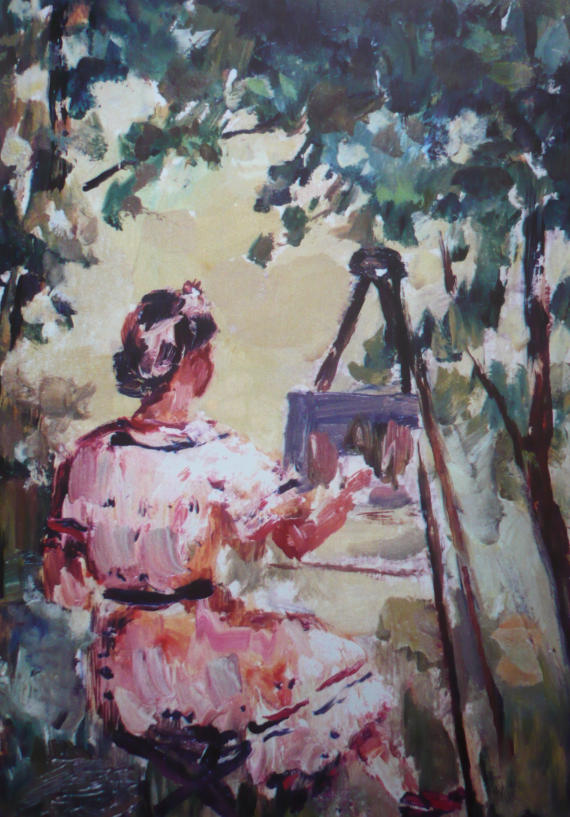
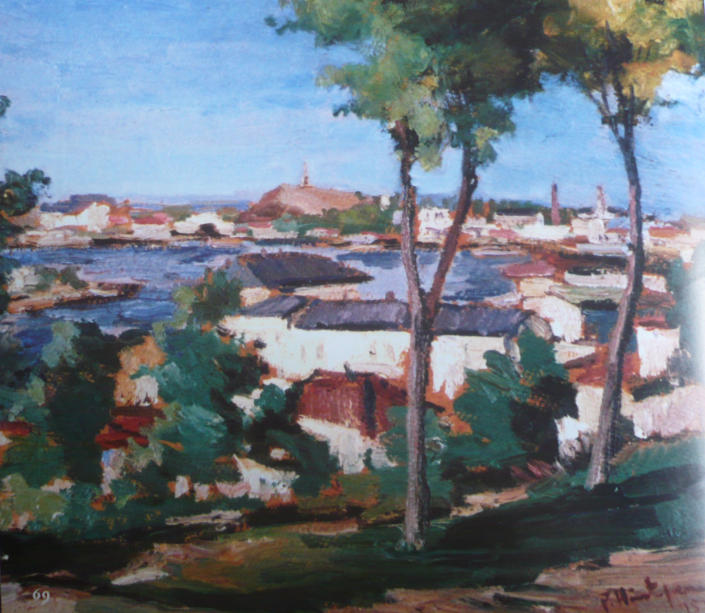
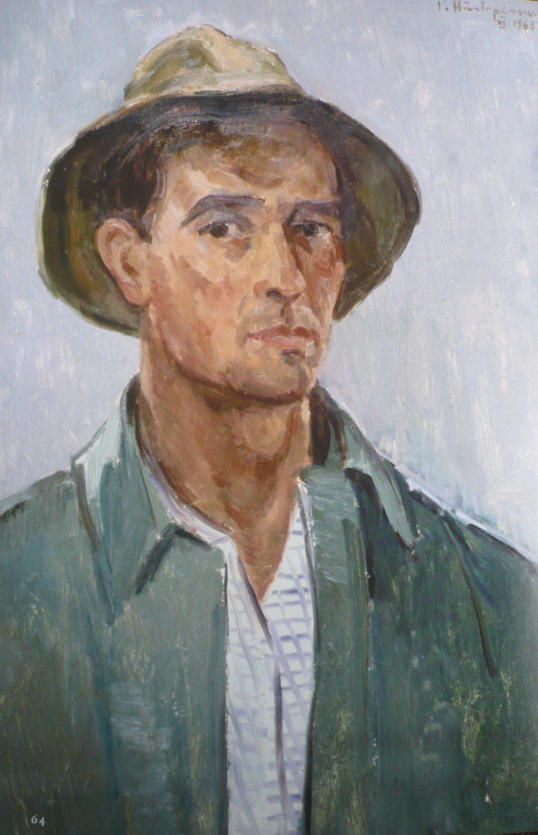

## Distincții
- Medalia Muncii (9 iunie 1954) „pentru merite deosebite în domeniul artelor plastice”[1]
- Ordinul „Meritul Cultural” clasa a IV-a (1968) „pentru activitate deosebită în domeniul artelor plastice”[2]